# 565
El 565 (DLXV) fou un any comú començat en dijous del calendari julià.

## Esdeveniments
- 11 de gener: revolta contra l'emperador romà d'Orient Justinià I.
- 13 de novembre: mort de Justinià I

## Necrològiques
- Belisari, cèlebre general de l'Imperi Romà d'Orient.